# アメあと
『アメあと』は、日本の歌手グループw-inds.の2008年4月23日に発売された24枚目のシングルである。

## 解説
- テレビ東京系列アニメ『家庭教師ヒットマンREBORN!』第8期エンディングテーマ。
- 「ブギウギ66」以来の日本人作家による楽曲である。
- CD+DVDの初回盤と、CDのみの通常盤（ジャケット違い）の2形態でリリース。初回盤のDVDにはw-inds.Mの特別編を収録。
- 通常盤のジャケットには赤字で「yes!!」と書かれているだけである。
- カップリング曲「leave me alone」は、は、クレイグ・デイヴィッドなど海外大物アーティストから、安室奈美恵や倖田來未、谷村奈南、土屋アンナ、東方神起、中森明菜といった邦人アーティスト、またアジア圏で活躍するタイのアーティストタタ・ヤンに至るまで、ワールドワイドな楽曲提供・コラボを次々に実現させている多国籍コンポーザー・プロデューサー集団"Phrased Differently[1]"が楽曲を提供。前作「Beautiful Life」リリース・タイミングでのシングル候補曲であったが、ドラマ主題歌というタイアップの都合上シングル落ち。今作のカップリング曲としての収録となった（Oricon styleインタビュー記事より）。
- 「アメあと」の振り付けは現:EXILE・三代目 J SOUL BROTHERS from EXILE TRIBEのNAOTOが、「leave me alone」の振り付けは同じく現:三代目 J SOUL BROTHERS from EXILE TRIBEのELLYが担当している。

## 収録曲
1. アメあと
（作詞・作曲：飯田哲也　編曲：飯田哲也、小松一也）
  - テレビ東京系列アニメ「家庭教師ヒットマンREBORN!」第8期エンディングテーマ。
2. One Love
（作詞：飯田哲也、永原さくら　作曲：飯田哲也　編曲：飯田哲也、小高光太郎）
3. leave me alone
（作詞：shungo.　作曲：Philippe-Marc Anquetil、Christopher Lee-Joe、Danny Lattouf　編曲：Koma2 Kaz）
4. アメあと (Instrumental)
（作曲：飯田哲也　編曲：飯田哲也、小松一也）